# 今夜もハッスル
『今夜もハッスル Gung Gung Bone!』（こんやもハッスル ガン ガン ボーン!）とはサンテレビジョンで2008年4月5日から2009年6月27日まで放送されていた日本のお色気番組である。放送時間は毎週土曜日の深夜（日曜日未明）24:00〜24:55。

## 概要
サンテレビ土曜深夜アダルトバラエティ枠事実上の最終作。MCは前番組『インリンのM時ですョ!』→『ドM時デスョ!』からの続投となるインリン・オブ・ジョイトイに、吉本興業所属のお笑いコンビ・レイザーラモンが新たに加わった。吉本所属のお笑い芸人がMCを務めるのは『のりノリ天国』の西川のりお以来5年ぶりであった。
スタジオパート以外のコーナーは、ほとんどが関西地区のサンテレビでスポンサーについたラブホテルで収録されていた。
この番組はBPOへ寄せられる多数の苦情に配慮し、アダルトバラエティ枠の以前の番組と比較し、女性のバストの露出や性的表現が控えめになっていたが、放送コードに抵触する場面を放送する事自体が問題視され、依然として苦情が多かった。
この影響を受け2009年6月23日にBPOの青少年委員会で議論され、委員から「ポルノまがい。局の見識を疑う」などの意見が出た。
同年6月24日にBPOから「局の方針に関する質問状を送付する」との連絡があり、サンテレビは同日に6月27日分放送回限りでの番組の打ち切りを決定した。サンテレビは打ち切りについて「内容の変更では済まない」「苦情が増えていたことや、BPOで議論されたことを受け、改めて検討した結果、放送基準を逸脱していると判断した」ためとし、さらに反省点として「外部制作会社のためコントロールが利いていなかった」ことを挙げた。
これにより、『おとなの子守唄』(第一期)以来25年続いたサンテレビ土曜深夜アダルトバラエティー枠が終了することとなった。最終回の放送では各コーナーの募集告知で「この番組は今回で終了です」のテロップが随時表示され、放送前に公式サイトも閉鎖された為「現在このサイトはご覧になれません」のテロップも合わせて表示された。番組の最後に「今週のプレゼントワード」の箇所が「今夜もハッスルは今回で最終回になりました。御視聴ありがとうございました。」と書かれたピンク色のエンドカードに変更されている。
なお番組タイトルに「ハッスル」という名称が含まれ司会者はハッスル出場経験があるが、ハッスル（プロレス）に関するコーナーは無い。
この打ち切りによって翌週以降の放送分が全てお蔵入りとなり、その後同番組のスポンサーは一部を除き深夜限定のフリースポットでCMを流していた。サンテレビは半年間沈黙を経て、同年10月より前回の反省点から放送コード関連のクレーム対策を施し、かつ放送日を平日に移し放送時間を遅くした上で、「サンテレビ金曜アダルトバラエティー枠」として復活、これに土曜時代のスポンサーもそのまま協力する事となる。

## 内容
番組は、オピピ軍によって「笑い」と「エロス」が禁じられた西暦200X年の架空の世界が舞台。インリンとレイザーラモンはそんな状況に立ち上がったレジスタンス「救世軍ハッスル（現・ハッスルGGB軍）」として地下に潜り、アジト（スタジオ）で愛と笑いとリピドーを武器にして、暗い世の中に戦いを挑んでいく。
スタジオパートは2008年9月まではゲストを招いてトークを繰り広げていたが、2008年10月からは2nd Editionと銘打ちハッスルガールやゲストが毎回一つのテーマについて研究発表を行うスタイルにリニューアルされた。また、オープニングタイトルもコーナーを1つ放送した後に司会の3人とハッスルガールがタイトルコールを行う形に変更された。スタジオパートは、タイトルコールの後に隊長の「今週の一言」（川柳を読み上げるコーナー）でスタートする。

## 出演

### 司会
- インリン・オブ・ジョイトイ（ハッスルGGB軍・隊長）
- レイザーラモン
  - レイザーラモンHG（ハッスルGGB軍・副隊長）
  - レイザーラモンRG（ハッスルGGB軍・庶務課[〜2008年9月27日]→班長[2008年10月4日〜]）

ハッスルガールズ（2008年10月4日〜）
- 矢沢のん（2008年9月6日〜）
- 姫咲りりあ（2008年9月6日〜）
- 桜井美羽（2008年9月6日〜）

### コーナー出演者
- 内原茂樹（あかひげBar・マスター）
- 矢沢のん（あかひげBar・バーテンメイド）
- 川添公二（ハッスル de まっくす→まっくす劇場）
- 飯尾和樹（SECRET合コン倶楽部 進行役）
- 春咲あずみ（ノベル・ド・ノクターン 2008年12月）
- 早川瀬里奈（THE・淫タビュー 2008年12月）
- 原口あきまさ（LOVE ME TENGA）
- 戸田健太郎（DL ヒロイン鑑定団 2008年4月4日〜）
- わかやまん（DL ヒロイン鑑定団 2008年4月4日〜）
- 相咲ポッポ（DL ヒロイン鑑定団 2008年4月4日〜）

過去のコーナー出演者
- 黄金咲ちひろ（ゴールド川柳・ゴールド師範代 2008年4月5日〜2008年6月28日）
- 霧島のぁ（ゴールド川柳・助手 2008年4月5日〜2008年6月28日）
- 加藤鷹（BLACK&WHITE 2008年4月5日〜2008年9月27日）
- 小春（四字熟女・半田紙代→妄想SUMMER・尾奈下ジュン 2008年4月5日〜2008年9月27日）
- 青山菜々（あかひげBar・バーテンメイド 2008年4月5日〜2008年9月27日）
- 糸矢めい（THE・淫タビュー 2008年4月）
- 天川るる（THE・淫タビュー 2008年5月）
- 範田紗々（THE・淫タビュー 2008年6月）
- 相崎琴音（THE・淫タビュー 2008年7月）
- かすみ果穂（THE・淫タビュー 2008年8月）
- 美咲みゆ （THE・淫タビュー 2008年9月）
- 結城リナ（THE・淫タビュー 2008年10月）
- Hitomi （THE・淫タビュー 2008年11月）
- 琴乃（MISSION ROOM 2008年4月）
- 板垣あずさ（MISSION ROOM 2008年5月）
- 長澤つぐみ（MISSION ROOM 2008年6月）
- 矢沢のん（MISSION ROOM 2008年7月）
- 櫻井ゆうこ（MISSION ROOM 2008年8月）
- 春咲あずみ（MISSION ROOM 2008年9月）
- 森ななこ（ノベル・ド・ノクターン 2008年9月）
- かすみ果穂（ノベル・ド・ノクターン 2008年10月）
- 霧島のぁ（ノベル・ド・ノクターン 2008年11月）
- 松岡瞳（ハッスルNOW最新情報・ハッスルガール、Qカットカバーガール 2008年4月）
- 後藤凛（ハッスルNOW最新情報・ハッスルガール、Qカットカバーガール 2008年5月）
- 駒井まち（ハッスルNOW最新情報・ハッスルガール、Qカットカバーガール 2008年6月）
- 寺西永里（Qカットカバーガール 2009年3月）
- いぶさまなは（Qカットカバーガール 2008年12月）
- 市田光（Qカットカバーガール 2008年7月）
- 山下晴奈（Qカットカバーガール 2008年8月）
- 桜井美羽（Qカットカバーガール 2008年10月）
- 間宮怜子（Qカットカバーガール 2008年11月）
- 吉田由香（今夜もガンガン情報 2008年7月5日〜2008年9月27日）
- 藤井純（モ〜レツ♥DLクリック・ゲームの達人）
- 山口修（モ〜レツ♥DLクリック・ゲームの達人）
- 夢乃春香（四字熟女・熟蘭先生→妄想SUMMER・尾奈下ツユ子→モ〜レツ♥DLクリック・刺激探求家）

### スタジオゲスト出演者
- バッファロー吾郎（2008年4月5日放送）
- ツジカオルコ（2008年4月12日放送、2nd Editionでは準レギュラー出演）
- 野いちご（2008年4月19日放送）
- 天津・木村卓寛（2008年5月3日放送）
- 天津・向清太朗（2008年5月10日放送）
- 猫耳戦姫アカネックス（金城真央）、アオバックル（吉沢優希）（2008年5月17日放送）
- ガリガリガリクソン（2008年5月24日、2008年11月23日放送、2nd Editionでは準レギュラー出演）
- いがわゆり蚊（2008年5月31日放送）
- 唯×実～ユイみの～（2008年6月7日放送）
- 非常階段シルク（2008年6月14日放送）
- 女と男（2008年6月21日放送）
- 上条早樹（2008年6月28日放送）
- リットン調査団・藤原光博（2008年7月5日放送）
- ビタミンS（2008年7月12日放送）
- まいなすしこう（2008年7月19日放送）
- ストリーク（2008年7月26日放送）
- 濱崎千羽（2008年8月3日放送）
- Lip cream（2008年8月10日放送）
- 三浦マイルド（2008年8月17日放送）
- モンスターエンジン（2008年8月24日放送）
- 土肥ポン太（2008年8月31日放送）
- 野性爆弾（2008年9月6日放送）
- 小泉エリ（2008年9月13日放送）
- ケンドーコバヤシ（2008年9月20日、9月27日放送）

## コーナー
- THE・淫タビュー

AV業界に入ったキッカケや撮影中の様子などの誰もが抱く疑問を、AV女優にインタビューするドキュメンタリー風のコーナー。
- あかひげBar

オリジナルカクテルと簡単に作れるオードブルを紹介し、それを試食しながらエッチなトークを繰り広げるコーナー。カクテルはバーテンメイド、オードブルはマスターが用意する。トークの合間には、あかひげ薬局で取り扱う商品が紹介される。
- ノベル・ド・ノクターン（2008年9月6日〜）

新規オープンしたホテル『BENI』を舞台に書き下ろされたオリジナル小説をAV女優が朗読するコーナー。
- SECRET合コン倶楽部（2008年11月1日〜）

責めるのが好きなSな風俗嬢たちと、責められたいMな男性たちが秘密の合コンを行うコーナー。
- まっくす劇場（2008年12月7日〜）

「ハッスル de まっくす」と同様、買取りまっくす のアダルトDVDを紹介するコーナーであるが以前のようなテレビショッピング風ではなくコント調に変わっており、また個々の作品の説明はなく映像のみの紹介となっている。
- LOVE ME TENGA

メインMC原口あきまさとアシスタントの女優2名が、視聴者から送られてくる「人には知られたくないが、聞いてほしい」Hなメールを紹介する。
- DL ヒロイン鑑定団（2008年4月4日〜）

DLsite.com協力のもと、最新の18禁ゲームソフトを紹介するコーナー。以前の同様のコーナーはあまりゲームの紹介になっていなかったがリニューアル後はゲーム画面中心の画面構成になり、3人のレビュアー（イラストで表示されている）がゲーム画面を見ながら感想を言うコーナーになった。ゲーム画面のモザイクがかかる部分は「鑑定中」と書かれた虫眼鏡マークで隠されている。
コーナー最後に、ゲームに登場するヒロインの鑑定結果がレーダーチャートで表示される。番組内では3人の鑑定結果を総合した物が表示されているが、公式サイトでは各レビュアーごとの鑑定結果が表示されている。なおサイトに表示されている鑑定結果は最新の放送回のみで、更新されて過去回の紹介ページに移った物の鑑定結果は削除されてゲーム紹介だけの表示になる。
過去のコーナー
- 黄金咲ちひろのゴールド川柳（〜2008年6月28日）

開運系マルチタレントの黄金咲ちひろが毎回セクシーなコスチュームやランジェリーを紹介しながら、助手の霧島のぁとともに視聴者から寄せられたアダルト川柳を紹介するコーナー。黄金咲の判定で各賞が贈られ（最高位は金賞）、金賞以外の作品はその川柳の書かれた短冊が霧島のぁ体に貼り付けられる。
- 四字熟女（よんもじじゅくじょ）（〜2008年6月28日）

女体書道家・熟蘭先生が弟子である半田紙代の体に、筆で四字熟語を書いていくコーナー。
- ハッスルNOW最新情報（〜2008年6月28日）

パチンコ店グループ・NOW で行われるイベントを紹介するコーナー。なお、チバテレとテレ玉の放映はサンテレビから6日遅れで放送されており、告知されたイベントが既に終了していることがあるため、あらかじめ収録されたものである旨のテロップがVTRに表示される。
- BLACK&WHITE〜WARPの素顔に迫る〜（〜2008年9月27日）

「WARPエンジェル」と呼ばれる女性のセクシーショットを加藤鷹が撮影するコーナー。撮影には明るくて爽やかな「WHITE ROOM」と怪しくて淫靡な「BLACK ROOM」の2つの部屋を使い、それぞれ違ったアプローチで女性が持つ“表の顔”と“裏の顔”に迫っていく。
- MISSION ROOM（〜2008年9月27日）

AV女優がホテルの一室に置かれたミッションボードに書かれた指令を時間内クリアに向けて挑戦するコーナー。見事クリアした時には出演DVDやイベントのPRタイムが20秒間与えられるが、逆に失敗した場合はセクシーポーズで謝罪しなければならない。
- 妄想SUMMER（2008年7月5日〜9月27日）

妄想ばかりしている尾奈下姉妹が、毎週違うシチュエーションを2人で演じる。
- 今夜もガンガン情報（2008年7月5日〜9月27日）

兵庫県たつの市に新規オープンしたパチンコ店・P&S LOVE の最新情報や開催されるイベントを紹介するコーナー。なおチバテレビとテレ玉の放映はサンテレビから6日遅れで放送されており告知されたイベントが既に終了していることがあるため、あらかじめ収録されたものである旨のテロップがVTRに表示される。
- ハッスル de まっくす（〜2008年11月29日）

買取りまっくすのオススメするアダルトDVDを某テレビショッピング風に紹介するコーナー。それ故、冒頭にはこのコーナーがテレビショッピングではない旨を伝える字幕が表示される。作品タイトル紹介と内容紹介の間には、CMを挟むことが多い。
- モーレツ♥DLクリック（2008年10月4日〜2008年3月28日）

DLsite.com協力のもと、最新の18禁ゲームソフトを紹介するコーナー。藤井純、山口修がゲームを紹介しようとするも、ゲーム画面を見て興奮した夢乃春香がゲームそっちのけであえぎまくる。ゲーム画面のモザイクがかかる部分は「モーレツッ!」と書かれたハートマークで隠されている。コーナーの最後に夢乃が「OH!モーレツ!」と叫ぶ。

## スタッフ
- ナレーター：井上宏之、松井志奈
- 構成：土屋幸喜
- ディレクター：岩松まこと、山本崇央、松本宏志
- 監修：厨子忠純
- プロデューサー：音甲一、山内カオル、田野ひでふさ
- 企画：ダイフク企画
- 制作：コールツプロダクション
- 製作著作：SUN-TV

## 使用楽曲
- Qカット曲：「マカロニ」perfume（2008年9月6日～9月27日）
- エンディング曲：「By the Way」Red Hot Chili Peppers（〜2008年6月28日）

## ネット局
| 地域     | 放送局     | 放送時間                 | 備考                             |
| -------- | ---------- | ------------------------ | -------------------------------- |
| 兵庫県   | サンテレビ | 土曜 24時 - 24時55分     | 制作局                           |
| 京都府   | KBS京都    | 土曜 25時25分 - 26時20分 |                                  |
| 奈良県   | 奈良テレビ | 土曜 26時25分 - 27時20分 |                                  |
| 神奈川県 | tvk        | 土曜 27時5分 - 28時      | 2009年4月4日からサンテレビと同日 |
| 千葉県   | チバテレビ | 金曜 25時 - 25時55分     | 6日遅れ                          |

過去のネット局
- テレ玉（2008年4月11日 - 2009年3月25日）